# مة غردي (مقاطعة تشرام)
مة غردي (بالفارسية: مه گردی) هي قرية تقع في قسم سرفارياب الريفي (مقاطعة تشرام) في إيران.